# Кінг-енд-Квін-Корт-Гауз (Вірджинія)
Кінг-енд-Квін-Корт-Гауз (англ. King and Queen Court House) — переписна місцевість (CDP) в США, в окрузі Кінг-енд-Квін штату Вірджинія. Населення — 82 особи (2020).

## Географія
Кінг-енд-Квін-Корт-Гауз розташований за координатами 37°39′51″ пн. ш. 76°52′43″ зх. д. / 37.66417° пн. ш. 76.87861° зх. д. (37.664194, -76.878627).  За даними Бюро перепису населення США в 2010 році переписна місцевість мала площу 3,19 км², з яких 3,18 км² — суходіл та 0,01 км² — водойми.

## Демографія
Згідно з переписом 2010 року, у переписній місцевості мешкало 85 осіб у 40 домогосподарствах у складі 24 родин. Густота населення становила 27 осіб/км².  Було 54 помешкання (17/км²).
Расовий склад населення:
| - 57,6 % — білих - 41,2 % — чорних або афроамериканців |

До двох чи більше рас належало 1,2 %. Частка іспаномовних становила 0,0 % від усіх жителів.
За віковим діапазоном населення розподілялося таким чином: 14,1 % — особи молодші 18 років, 63,5 % — особи у віці 18—64 років, 22,4 % — особи у віці 65 років та старші. Медіана віку мешканця становила 51,1 року. На 100 осіб жіночої статі у переписній місцевості припадало 107,3 чоловіків;  на 100 жінок у віці від 18 років та старших — 102,8 чоловіків також старших 18 років.
Медіана доходів становила 60 119 доларів для чоловіків та 38 684 долари для жінок. 
Цивільне працевлаштоване населення становило 78 осіб. Основні галузі зайнятості: будівництво — 34,6 %, науковці, спеціалісти, менеджери — 24,4 %, освіта, охорона здоров'я та соціальна допомога — 24,4 %.